# Động đất Urakawa 1982
Động đất Urakawa 1982 (浦河沖地震) là trận động đất xảy ra vào lúc 11:32 (JST), ngày 21 tháng 3 năm 1982. Trận động đất có cường độ 7.1 richter, tâm chấn độ sâu khoảng 44 km. Sóng thần cao 1,3 m đã được ghi nhận ở Urakawa, Hokkaidō. Hậu quả trận động đất đã làm 167 người bị thương.

## Sóng thần
| Địa điểm                    | Chiều cao sóng thần ghi nhận (m) |
| --------------------------- | -------------------------------- |
| Urakawa, Hokkaidō           | 1,3                              |
| Ayukawa, Ishinomaki, Miyagi | 0,6                              |
| Hachinohe, Aomori           | 0,6                              |
| Shoya                       | 0,3                              |
| Kuji, Iwate                 | 0,3                              |
| Kamaishi, Iwate             | 0,2                              |
| Kushiro, Hokkaidō           | 0,2                              |

### Sách
- Murai, Yoshio; Akiyama, Satoshi; Katsumata, Kei; Takanami, Tetsuo; Yamashina, Tadashi; Watanabe, Tomoki; Cho, Ikuo; Tanaka, Masayuki; Kuwano, Asako; Wada, Naoto; Shimamura, Hideki; Furuya, Itsuo; Zhao, Dapeng; Sanda, Ryohei (ngày 14 tháng 5 năm 2003). "Delamination structure imaged in the source area of the 1982 Urakawa-oki earthquake". Geophysical Research Letters. Quyển 30 số 9. tr. 1490. Bibcode:2003GeoRL..30.1490M. doi:10.1029/2002GL016459. hdl:2115/17236. ISSN 0094-8276. S2CID 53499509. Truy cập ngày 30 tháng 10 năm 2022.